# Dru Smith
Dru Smith (ur. 30 grudnia 1997 w Evansville) – amerykański koszykarz, występujący na pozycji rzucającego obrońcy, od 2023 zawodnik Miami Heat oraz zespołu G-League  – Sioux Falls Skyforce.
W 2017 zajął szóste miejsce w turnieju Adidas Nations.
1 lipca 2023 zawarł umowę z Miami Heat na występy zarówno w NBA, jak i zespole G-League – Sioux Falls Skyforce.

## Osiągnięcia
Stan na 23 września 2023, na podstawie, o ile nie zaznaczono inaczej.
NCAA
- Uczestnik rozgrywek turnieju NCAA (2021)
- Największy postęp konferencji Missouri Valley (MVC – 2018)
- Zaliczony do:
  - I składu:
    - konferencji Southeastern (SEC – 2021)
    - defensywnego SEC (2021)
    - najlepszych pierwszorocznych zawodników MVC (2017)

  - II składu SEC (2021 przez Associated Press)
- Zawodnik kolejki konferencji:
  - SEC (14.12.2020, 25.01.2021, 8.02.2021)
  - MVC (11.12.2017)
- Lider konferencji SEC w:
  - średniej przechwytów (2020 – 2,1, 2021 – 2,1)
  - liczbie przechwytów (2020 – 64)